# Der Stürmer

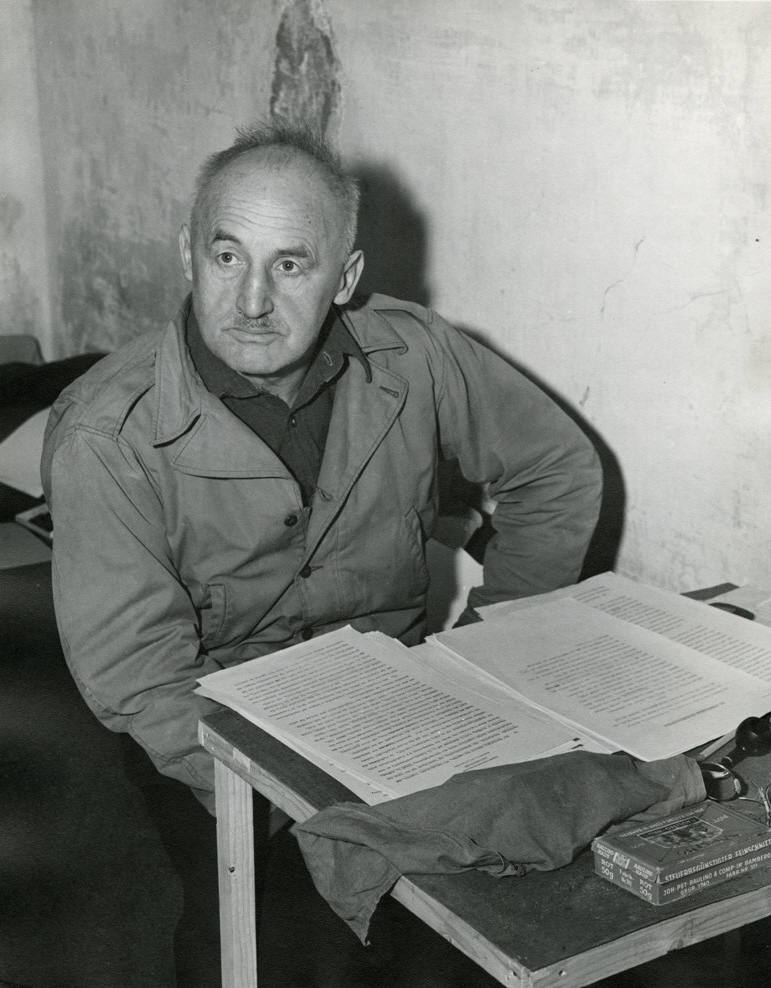
Majitel a vydavatel novin Julius Streicher

Der Stürmer (česky Útočník) byl nacistický týdeník vydávaný Juliem Streicherem od 20. dubna 1923 do doby před koncem druhé světové války. Poslední číslo vyšlo 22. února 1945. Krátkou přestávku ve vydávání představovalo období trvání Letních olympijských her v roce 1936.
Na rozdíl od oficiálních stranických novin NSDAP Völkischer Beobachter měl Der Stürmer daleko bulvárnější charakter. Byl výrazně antisemitský, antikatolický a antikapitalistický, některé v něm zveřejňované materiály bývají označovány[kým?] za až pornografické. Der Stürmer byl zaměřen na široký okruh čtenářů, zejména pak na nižší společenské třídy.
Týdeník byl distribuován i mezi německé obyvatelstvo do Argentiny, Brazílie, Kanady či USA.
Ve spodní části titulní strany každého čísla bylo vždy tučně motto Die Juden sind unser Unglück! (Židé jsou naše neštěstí), vytvořené Heinrichem von Treitschke koncem 19. století. V záhlaví stálo Deutsches Wochenblatt zum Kampfe um die Wahrheit (Německý týdeník v boji za pravdu).
Za vydávání těchto novin byl jejich vydavatel Julius Streicher odsouzen během Norimberského procesu k trestu smrti a popraven.

## Náklad
| Ročník/Vydání | Náklad  |
| 1927          | 14 000  |
| 1933          | 25 000  |
| 1934/6        | 47 000  |
| 1934/13       | 49 000  |
| 1934/17       | 50 000  |
| 1934/19       | 60 000  |
| 1934/33       | 80 000  |
| 1934/35       | 94 114  |
| 1934/42       | 113 800 |
| 1935/6        | 132 800 |
| 1935/19       | 202 600 |
| 1935/29       | 286 400 |
| 1935/36       | 410 600 |
| 1935/40       | 486 000 |
| 1938/5        | 473 000 |